# Água Branca (ort i Brasilien, Piauí, Água Branca, lat -5,89, long -42,64)
Água Branca är en ort i Brasilien.   Den ligger i kommunen Água Branca och delstaten Piauí, i den östra delen av landet, 1 200 kilometer nordost om huvudstaden Brasília. Água Branca ligger 247 meter över havet och antalet invånare är 13 912.
Terrängen runt Água Branca är platt. Água Branca är det största samhället i trakten.
Omgivningarna runt Água Branca är huvudsakligen savann. Runt Água Branca är det ganska tätbefolkat, med 70 invånare per kvadratkilometer.